# Operazione Isabella
L'Operazione Isabella fu un piano della Germania nazista, durante la Seconda guerra mondiale, che doveva essere attuato dopo il crollo dell'Unione Sovietica per garantire basi in Spagna e Portogallo e per la continuazione del blocco degli scambi commerciali della Gran Bretagna. Il piano fu presentato da Hitler nel maggio 1941 ma non fu mai eseguito.

## Pianificazione
L'operazione denominata Isabella fu la prima versione di un piano d'invasione su piccola scala in seguito verrà chiamato Operazione Ilona. Similarmente all'Operazione Felix, il piano prevedeva l'invasione della Spagna continentale, così come la cattura del Portogallo, Andorra, Gibilterra, e delle basi operative avanzate nelle Azzorre e di Capo Verde. Tuttavia, a differenza di Felix, Isabella presumeva che le forze spagnole sarebbero state almeno solidali con la causa dell'Asse e che l'invasione della Spagna sarebbe stata avviata solo per aiutare gli spagnoli nel caso in cui gli alleati avessero invaso la penisola iberica. Per assicurare il fianco meridionale dell'operazione, la Wehrmacht doveva anche catturare il porto di Dakar in Nord Africa appartenente alla Francia di Vichy. L'obiettivo strategico dell'operazione sarebbe stato quello di impedire agli inglesi di utilizzare rotte di convoglio da e verso il Medio Oriente e l'India, sia attraverso il Canale di Suez e Gibilterra che intorno al Capo di Buona Speranza.
Sebbene il piano non sia mai entrato in vigore, il generale Franz Halder menziona nei suoi diari che una base logistica avanzata per l'invasione era stata preparata a Bordeaux.